# Piper davaoense
Piper davaoense är en pepparväxtart som beskrevs av C. Dc.. Piper davaoense ingår i släktet Piper och familjen pepparväxter. Inga underarter finns listade i Catalogue of Life.